# 1758
1758 (MDCCLVIII) je bilo navadno leto, ki se je po gregorijanskem koledarju začelo na nedeljo, po 11 dni počasnejšem julijanskem koledarju pa na četrtek.

## Dogodki
- izid prvega dela (Animalia) desete izdaje Linnejeve Systema Naturae, kar velja za začetek zoološke nomenklature

## Rojstva
- 28. april - James Monroe, ameriški predsednik († 1831)
- 6. maj - Maximilien Robespierre, francoski revolucionar († 1794)
- 11. oktober - Heinrich Wilhelm Mathias Olbers, nemški astronom, zdravnik, fizik († 1840)

- Aleksander Sucu, moldavski in vlaški knez († 1821)
- Rjokan Taigu, japonski zen budistični menih, pesnik in kaligraf († 1831)

## Smrti
- 22. marec - Jonathan Edwards, ameriški kalvinistični teolog in filozof (* 1703)
- - Hajaši Rijuko, japonski konfucijanski filozof (* 1681)